# Языков, Василий Григорьевич
Василий Григорьевич Языков (не позднее 1684 — не ранее 1744) — следователь Петра I, стольник, гвардии артиллерии подпоручик, армии капитан.

## Биография
В службу записан в 1699 солдатом бомбардирской роты лейб-гвардии Преображенского полка. С 19.08.1700 из царицыных стольников, вместе с братом — Иваном, пожалован в стольники царя. В 1703 из солдат и стольников полковой службы пожалован прапорщиком бомбардирской роты Преображенского полка. В 1710 подавал челобитную об отдаче ему оставшегося после его брата — Ивана, поместья в Пошехонском уезде. С 9.10.1714 пожалован в подпоручики бомбардирской роты Преображенского полка в ранге армии капитана. В 1715 определён от гвардии бомбардир во флот, с переводом на службу из С.-Петербурга в Ревель. Во время службы в Ревеле находился под следствием, по делу «о нанесении побоев корабельному писарю» из бывших шведских пленных. С 21.10.1717 г., в том же чине, отправлен из Ревеля обратно в Кронштадт, дано ему жалованья сентябрьской трети 44 руб.
С оставлением, в том же чине — подпоручика бомбардирской роты, по штатам Преображенского полка, с 6.03.1718 от гвардии назначен членом [асессором] розыскной следственной Канцелярии гвардии капитана (в ранге армии полковника) Г. И. Кошелева; с 1.04.1719 она же именовалась розыскной Канцелярией гвардии подпоручика В. Г. Языкова; с 10.04.1719 она же именовалась розыскной Канцелярией гвардии майора (в ранге армии ген.-майора) М. А. Матюшкина; с 5.12.1719 она же поручена в ведение бригадира, князя Г. Д. Юсупова. Состоял членом [асессором] указанной розыскной Канцелярии разных дел, именовавшейся по своим «презусам», до своей отставки 27 сентября 1721 года. Нередко возглавлял работу Канцелярии ввиду служебных отлучек её руководителей. В 1719 году дана ему, одновременно с другими гвардейцами, «мыза», в одном из уездов С.-Петербургской губернии. От гвардии бомбардир подпоручиком участвовал в суде по делу царевича Алексея Петровича, 24.06.1718 года подписался под смертным приговором царевичу.
По штатам Преображенского полка 1719 года — от гвардии бомбардир унтер-лейтенант, в ранге армии капитан-лейтенанта и флота лейтенанта. Служит в С.-Петербурге, в той же должности — асессором розыскной Канцелярии. Во время пребывания в С.-Петербурге, царь Петр I оказал ему честь, быв 7 июня 1720 года у гвардии подпоручика В. Г. Языкова на крещении его сына (?).
По собственной инициативе, 25 сентября 1720 подал Петру I донос о злоупотреблениях в работе розыскной канцелярии Г. И. Кошелева. Распоряжением царя, 27 сентября 1720 отставлен от должности члена [асессора] розыскной канцелярии М. А. Матюшкина, по обвинению (необоснованному) главы фискальной службы России, обер-фискала А. Я. Нестерова, от 13.09.1720 года, во взяточничестве, подлоге, халатности, злоупотреблениях и служебных упущениях. Указом Е. В. от 13.12.1720 г., отдан под следствие Военной коллегии; 24.12.1720 поручено расследование его дела особой следственной Канцелярии коменданта Петропавловской крепости, полковника Я. Х. Бахмеотова. Отказавшись давать показания и заявив отвод Я. Х. Бахмеотову, с 31.01.1721 был отправлен под домашний арест и 14.03.1721 отдан под следствие Канцелярии гвардии капитана М. И. Бобрищева-Пушкина для аудиторской «инквизиции». Резолюцией Петра I от 18.07.1722 г. в Сенат, запрещено определять «вновь к делам наказанного за воровство бывшего офицера Языкова»; 9.12.1723 отказано ему в аудиенции Петра I по делу о расследовании деятельности обер-фискала А. Я. Нестерова.
После смерти Петра I, подал 11.03.1725 в канцелярию М. И. Бобрищева-Пушкина прошение, о признании предъявленных обвинений и милосердном прощении Екатериной I. Заключением следственной Канцелярии от 15.06.1725 г., был признан виновным в части предъявленных обвинений, с избранием меры наказания в виде смертной казни. Однако, одновременно признан подлежащим амнистии, объявленной в связи с кончиной Петра I и восшествием на престол Екатерины I. Обвинительное заключение 16.06.1725 передано в Военную коллегию и утверждено 30.06.1725 г. В. Г. Языков освобождён из-под стражи, подлежал амнистии и был определён в дальнейшую полковую службу в гарнизон г. Баку. Определение Военной коллегии утверждено 30.07.1725 Правительствующим Сенатом. Освобождён из-под стражи 10.08.1725 г., с возвращением «шпаги» и повелением отправиться на службу в Низовой корпус. Подал челобитную на имя Екатерины I о «смягчении» условий службы. Указом Сената от 03/06.09.1725 г., велено его определить офицером в Киевский, или Павловский гарнизоны, для обучения «учеников артиллерийской науке». Приказом Военной коллегии от 29.10.1725 г., из гвардии подпоручиков пожалован чином армии поручика и направлен в качестве артиллерийского инструктора «для обучения малолетних солдатских детей» в гарнизон крепости Павловска Азовской губернии, где находился артиллерийский арсенал, вывезенный из Азова, по условиям заключенного в 1713 с Турцией Адрианопольского мирного договора. С 10.04.1739 из армии поручиков пожалован капитаном Московского гарнизона, с причислением к Коломенскому пехотному полку.
Московский домовладелец. За ним, по переписи 1741 года, двор в Земляном городе, на тяглой земле Бронной слободы, в приходе церкви Воскресения Христова, что в Бронной, «едучи от Никитских бань к Тверским воротам против Белого города в тупике, а выйдя из тупика против Белого города к Тверским воротам». В исповедных ведомостях церкви Иоанна Богослова, что в Бронной, за 1755 год, показан дом капитана Коломенского пехотного полка Московского гарнизона В. Г. Языкова, в котором проживала его вдова — Прасковья Никитична [Кисловская], 1699 г. р., единственная дочь московского жильца полковой службы (1680), из тверского дворянства, впоследствии кашинского воеводы (1710—1712), стольника Никиты Юрьевича Кисловского. Жила в доме мужа вместе с дочерью — Ириной Сипягиной (1720—1774); зятем — артиллерии инженер-майором Василием Осиповичем Сипягиным (1715—1774), впоследствии, из майоров Инженерного корпуса, с 9.06.1762 пожалованного армии бригадиром и назначенного обер-комендантом крепости Святого Дмитрия Ростовского Днепровской линии (совр. Ростов-на-Дону), вышедший 4.05.1765 г. в отставку с чином ген.-майора; и внуками. По-видимому, именно на крестинах единственной дочери [а не сына] В. Г. Языкова — Ирины, от брака (1719) с девицей Прасковьей Кисловской, и присутствовал царь Пётр I.
Судьба дочери В. Г. Языкова была трагична. Вышедшая замуж за В. О. Сипягина в 1743 году, она вместе с супругом, после его отставки от службы, проживала в саранском имении мужа, который возглавлял саранское уездное дворянство. Вместе с мужем и сыном — Михаилом, была убита в 1774 году казаками Емельяна Пугачева.